# Колодезное (заказник)
Колодезное — ботанический заказник местного значения. Находится в Краматорском районе Донецкой области возле села Зелёное. Статус заказника присвоен решением областного совета № XXII/14-38 от 30 сентября 1997 года. Площадь — 30,8 га. Территория заказника — разнотравно-типчаково-ковыльная степь, где произрастает 5 видов растений, занесённых в Красную книгу Украины.